# Robert Strichartz
Robert "Bob" Stephen Strichartz (14 octobre 1943 - 19 décembre 2021) est un mathématicien américain spécialisé dans l'analyse mathématique.

## Biographie
Il est né à New York le 14 octobre 1943. Bob est diplômé de la Bronx High School of Science en 1961 et obtient ensuite son BA du Dartmouth College en 1963. En tant qu'étudiant de premier cycle, il participe notamment à deux campagnes réussies de Putnam pour Dartmouth. L'équipe de Dartmouth termine cinquième en 1961 et deuxième en 1962. À ce jour, aucune équipe de Dartmouth Putnam n'a reproduit un top cinq. Individuellement, Bob est également reconnu comme boursier Putnam en 1962. Il est l'un des cinq concurrents individuels les mieux classés et est éligible pour une bourse William Lowell Putnam de 3 000 $ à l'Université Harvard.
En 1966, Bob obtient son doctorat à l'Université de Princeton sous la direction d'Elias Menachem Stein avec une thèse intitulée Multipliers on generalized Sobolev spaces. Bob est boursier postdoctoral de l'OTAN à l'Université Paris-Sud (Orsay) de 1966 à 1967.
Il commence sa carrière au MIT. De 1967 à 1969, il est instructeur CLE Moore au Massachusetts Institute of Technology. Il rencontre sa femme, Naomi Richardson, une danseuse de ballet de Brooklyn et fille d'un mathématicien, en 1967. Ils vivent à Boston pendant qu'il enseigne au MIT. Il rejoint ensuite le département de mathématiques de l'Université Cornell, où il enseigne pendant plus de 50 ans. Il est nommé professeur adjoint de mathématiques à Cornell en 1969, professeur agrégé en 1971 et professeur titulaire en 1977. Il encadre neuf doctorants et de nombreux chercheurs de premier cycle.
Bob travaille sur l'analyse harmonique (notamment les ondelettes et l'analyse sur les groupes de Lie et les variétés), les équations aux dérivées partielles, la géométrie intégrale et l'analyse sur les fractales. Les
estimations de Strichartz (en) estimations de Strichartz portent son nom en raison de son application de telles estimations à l'analyse harmonique sur des équations de dispersion et d'onde linéaires homogènes et non homogènes; son travail est ensuite généralisé aux équations d'onde non linéaires par Terence Tao et d'autres. Bob est également connu pour son analyse sur les fractales, s'appuyant sur les travaux de Jun Kigami sur la construction d'un opérateur laplacien sur des fractales telles que l'Éponge de Menger.
En 1983, il remporte le prix Lester Randolph Ford pour l'inversion de Radon - variations sur un thème. Il est élu membre de la classe 2017 des Fellows de l'American Mathematical Society "pour ses contributions à l'analyse et aux équations aux dérivées partielles, pour son exposition et pour ses services à la communauté mathématique".
À Cornell, il réunit les professeurs et les étudiants pour des déjeuners hebdomadaires, encourageant la fréquentation en offrant des pommes Cornell. Compositeur amateur, Bob est également le moteur d'une tradition de concerts annuels du département de mathématiques, au cours desquels les professeurs, les étudiants, les conjoints et les enfants interprètent de la musique à tous les niveaux.
Bob et Naomi ont deux enfants, Jeremy et Miranda. Bob est décédé le 19 décembre 2021, à l'âge de 78 ans.